# Consuegra
Consuegra je občina in kraj v provinci Toledo, Kastilija - Manča, Španija. V letu 2009 je imela občina 10.932 prebivalcev. Je 80 km oddaljena od Ciudad Real in 60 km od Toleda.
Večina španskih mlinov na veter, kot so tiste, opisane v Cervantesovem Don Kihotu, se nahaja v pokrajini Kastilija - Manča v osrednji Španiji. Najboljši primeri restavriranih španskih mlinov na veter pa je mogoče najti v Consuegri, kjer je več mlinov na hribu tik nad mesta, od koder je čudovit pogled na grad iz 12. stoletja v mestu. Grad je bil nekoč trdnjava, ko je bila Consuegra sedež in samostan vitezov San Juan, španske veje Vitezov hospitalci Reda svetega Janeza iz Jeruzalema. Mlini na veter se prav tako nahajajo v Mota del Cuervo, Tomelloso in Campo de Criptana.

## Zgodovina
Na gori Calderico so se v šestem stoletju pr. n. št. naselili prvi iberski narodi, saj je imel kraj strateški pomen za sezonske selitve živali.
S punskimi vojaškimi osvajanji, nastane rimsko mesto (stara Consaburum) ob vznožju Cerro Calderico in opušča naselje, ki se je nahajalo na njem. Consuegra je dosegla velik razvoj, bila je glavno mesto Carpetania, ključne točke na cestah severno in južno. Zgrajeni so bili mostovi, ceste, jez in vodovod. Consuegra je mesto klasičnih avtorjev kot sta Tit Livij ali Ptolemaj. Rimska cesta, ki se je vodila tod mimo, se je imenovala "Via Laminium".
Večina španskega prebivalstva je ostala tudi po prihodu Arabcev. Iz tega časa je nastanek gradu. Leta 1085 Toledo zavzame Alfonz VI. Kastiljski. Leta 1097 je umrl v bitki pri Consuegri El Cidov sin, Diego. V tej bitki je kastiljska vojska kralja Alfonza VI. poslana da osvoji Almoravids, ki ga je branil Yusuf ben Taxfin.
Leta 1150 Alfonz VII. Leona določi za vazala svojega podložnika Rodrigo Rodrígueza. Leta 1183 je Alfonz VIII. Kastiljski, z dovoljenjem papeža Lucija III. podaril bolnišnico Reda sv. Janeza iz Jeruzalema Malteški viteški red), Consuegro pa imenoval Veliki Prior Kastilije in Leóna, La Manča, pri čemer je bil grad sedež, in podelil privilegij Consuegri. Leta 1195 so pod njegovim vodstvom obranili mesto v bitki pri Alarcos. V bitki pri Las Navas de Tolosa leta 1212 pa je bilo področje dokončno stabilizirano.
Potem se je začelo v Consuegra in njegovega okrožja Caballeros, Camuñas, Urda, Tembleque, Turleque, Villacañas, Quero, Argamasilla de Alba, Herencia, Arenas de San Juan in Villarta de San Juan,  doseljevanje ljudi. Po zaprtju samostana v devetnajstem stoletju je red svetega Janeza zapustil kraj.
Med vojno skupnosti Consuegra ostaja zvesta kralju Karlu I., ki mu je podelila naziv Muy Leal (zelo zvest). V tej vojni so enote pod poveljstvom Velikega Priorja premagale commoners, ki so pribežali v župnijsko cerkev.
Consuegra je bila rezidenca Velika Priorja D. Juana Joséja Avstrijskega, sina Filipa IV. in brata Karla II., ki je prenovil palačo in utrdil del gradu.
Potem ko je izgubil naklonjenost Karla II., je njegov najljubši Fernando de Valenzuela v gradu živel v izgnanstvu.
Kasneje je postal kraljeva rojstna pravica.
V času vojne za neodvisnost, je 22. september 1809 potekala bitka za Consuegra, zoper francosko vojsko, ki je bila poražena od čet vojvode Alburquerque, Francozi so uničili cerkev Santa Maria Maggiore (12. stoletje) in se nastanili v samostanu reda svetega Janeza, ki je bil na gradu. Kasneje ga je zavzel in osvobodil španski general Elio.
Po zaplembi v devetnajstem stoletju je red svetega Janeza zapustil kraj.
11. septembra 1891 je uničujoča poplava, v kateri je umrlo 360 ljudi, uničila starodavne rimske mostove in zaznamovala sedanjo mestno organizacijo občine.
27. marca 1927 kralj Alfonso XIII podeli naziv mesto.

## Znamenitosti

### Mlini na veter
Consuegra je znana zaradi svojih mlinih na veter. Znani so postali v 16. stoletju, ko je bil Don Kihot prvič objavljen. Uvedli so jih "Caballeros Sanjuanistas", ki so prinesli te naprave, da bi pomagale mlinarjem. Uporabljali so veter za mletje žita, najpogosteje pšenice). Mlini na veter so prehajali od očetov na sinove. Običajno so sestavljeni iz dveh sob ali nadstropij. Mlinar je imel napravo,  kot je zgornji del vetrnice ali gibljiva kupola tudi za prenos vreč zrnja, ki  so lahko tehtale 60 ali 70 kg na vrh nadstropja. Nehali so jih uporabljati na začetku 1980-tih.
Nekateri najbolj pomembni deli mlina so: predor ali kanal skozenj pada zrnje dol, zaboj, kjer je bilo shranjeno zrnje in kos lesa za premikanje jader. Vsi mlini so imeli tudi svoja imena.
Imena leta 1963
- La zorra
- La tuerta
- Mochilas
- Vista alegre
- Panza
- Bolero
- Santo domingo
- Chispas
- Rastrero
- Por si pega
- Bateria
- Espartero
- Blanco

Imena danes
- Sin nombre
- Clavileño
- Chispas
- Espartero
- Rucio
- Cardeño
- Caballero del verde gabán
- Alcancia
- Ruinas
- Sancho
- Mambrino
- Bolero

Danes je obnovljenih 12 mlinov na veter.

### Grad Consuegra
Prvotno trdnjavo na tem mestu je morda zgradil cesar Trajan, a zgodovinski zapisi pomnijo le, da je bila trdnjava tukaj v času Almanzorja (Abu Aamir Muhammad ibn Abdullah ibn Abi Aamir, al-Hajib al-Mansur (arabsko: أبو عامر محمد بن عبد الله بن أبي عامر الحاجب المنصور) (c. 938 - 8. avgust, 1002), bolj znan kot Almanzor, je bil de facto vladar muslimanske Iberije (Al Andaluz) v poznem 10. in zgodnjem 11. stoletju. Njegova vladavina je zaznamovala vrhunec moči Al Andaluza). Med rekonkvisto, v času Alfonza VIII. je bil grad Vitezov hospitalcev. Leta 1813 je bil med špansko vojno za neodvisnost uničen.
Leta 1962 je bil grad postal mestna hiša in doživel obdobje obnove. V letu 1985 je bila v njem ustanovljena šolska delavnica, katere dejavnost se nadaljuje še danes.

### Mestna hiša in glavni trg
Današnja mestna hiša je stavba v renesančnem slogu in se nahaja na glavnem trgu, imenovanem Plaza de España. Zgrajena je bila leta 1670. Združen z mestno hišo je "La torre del reloj" - stolp. Na tem trgu se ena stavba imenuje Los Corredores (17. stoletje) in je tipična struktura La Manče in je bila včasih Mestna hiša.

## Obrti
Obrti so tradicionalne consuegra in so znan po svoji kakovosti in raznolikosti. Surovine so avtohtone in so v glavnem iz te regije.
V mestu je mogoče najti delavnice klasično oblikovanih predmetov: vrata, vrata in pohištvo za domačo uporabo, kot so stoli, spalnice ter dve veliki kamnoseški delavnici.

## Pobrateno mesto
- Le Passage (Akvitanija), Francija